# Brabant Island
Brabant Island – druga pod względem wielkości wyspa Archipelagu Palmera pomiędzy Antwerpia a Liège Island.
Wyspa ma ok. 53 km długości na osi północ-południe i ok. 26 km szerokości. Jej najwyższy punkt to Mount Parry (2520 m n.p.m.). Od Wybrzeża Danco oddzielona Cieśniną Gerlache’a. 
Północne wybrzeże wyspy zostało odkryte w 1829 roku przez brytyjskiego kapitana Henry'ego Fostera (1797–1831). Wybrzeże wschodnie zostało pobieżnie zmapowane przez Belgijską Wyprawę Antarktyczną (1897–1899) w okresie od 23 stycznia do 8 lutego 1898 roku. Adrien de Gerlache (1866–1934) – kierownik wyprawy i Emile Danco (1869–1898) poprowadzili wówczas na wyspie pierwszą wyprawę badawczą saniami. Wyspa została nazwana dla upamiętnienia belgijskiej prowincji Brabancji, której mieszkańcy wsparli finansowo wyprawę belgijską.   